# Scary Monsters and Nice Sprites
Scary Monsters and Nice Sprites (pronunciado [ˈskeəri ˈmɒnstəz ænd naɪs spraɪts]ⓘ en inglés estadounidense) es el segundo extended play del productor y disc-jockey estadounidense Skrillex, lanzado el 22 de octubre de 2010 bajo los sellos discográficos Big Beat Records, Atlantic Records y Mau5trap. Este posee 6 canciones originales del artista, 2 remezclas para la canción «Scary Monsters and Nice Sprites» realizadas por el trío holandés NOISIΛ y el productor ruso-alemán Zedd, y 1 para la canción «Kill EVERYBODY» hecha el dúo británico Bare Noize. El extended play recibió también la versión Deluxe Tour Edition —exclusiva de Apple Music y Google Play Music—, que contaba con la canción «WEEKENDS!!!», en colaboración con Sirah, y su remezcla realizada por el productor y disc-jockey ruso-alemán Zedd.
El nombre del proyecto está inspirado en el nombre del decimocuarto álbum de David Bowie titulado Scary Monsters (and Super Creeps), lanzado el 12 de septiembre de 1980. Este fue el segundo extended play de Skrillex lanzado en 2010. Unos 4 meses atrás, el 7 de junio lanzó su extended play debut titulado My Name Is Skrillex. Scary Monsters And Nice Sprites es considerado por varios medios de comunicación como uno de los álbumes más importantes de la música dance en la década del 2010. Además, ocupa el 12.º puesto en la lista de los 40 mejores álbumes dance de la década de los años 2010.

## Historia

### Portada
La portada del álbum fue diseñada por el español David de Juan Navarro —más conocido como Roboto—. Para conmemorar los 8 años del lanzamiento del álbum, Navarro, a través de su cuenta de Instagram, comentó lo siguiente sobre su trabajo: «Hice esto hace 8 años. Fue uno de mis primeros renders, mi estilo ha cambiado bastante y he aprendido mucho desde entonces, lo que no ha cambiado en absoluto es mi amor por jugar con la computadora. Feliz aniversario a todos los involucrados en este proyecto».

### Lanzamiento
El 22 de octubre fue publicado el extended play Scary Monsters and Nice Sprites a través de Beatport. Este contó con la participación del ingeniero de masterización Masterpiece. Unos días más tarde, el 9 de noviembre fue publicado en YouTube un vídeo teaser de este realizado por Roboto. Navarro, a través de su cuenta de Instagram, comentó lo siguiente de su trabajo: «Este fue mi segundo video en 3D, creo, antes de que todas las letras en 3D se hicieran en Adobe After Effects. Esto fue hecho antes de que motores como Octane Render y Amazon Redshift salieran, así que cada vez que quería ver cómo se veía el cuadro tenía que esperar 15 minutos. Tampoco había tantos recursos, así que saltar a esto fue como saltar a un agujero negro, fue súper divertido. Hombre, creo que he aprendido mucho desde entonces, ¡o al menos eso espero!».
La canción «Scary Monsters And Nice Sprites» se volvió muy popular en YouTube consiguiendo superar las 32 000 000 de visitas en poco más de 11 meses. La canción «Kill EVERYBODY» fue utilizada en el avance del modo multijugador del videojuego Uncharted 3: Drake's Deception —conocido en Hispanoamérica como Uncharted 3: La traición de Drake—. «Scary Monsters And Nice Sprites» formó parte de la banda sonora del videojuego Major League Baseball 2K12, al mismo tiempo que, junto con «Kill EVERYBODY», apareció en la banda sonora del videojuego Ridge Racer Unbounded.

### Videos musicales

#### «Rock n' Roll (Will Take You to the Mountain)»
La única canción del extended play que cuenta con un videoclip oficial es «Rock n' Roll (Will Take You to the Mountain)». Este fue lanzado en YouTube el 20 de junio de 2011 y fue dirigido por el brooklynense Jason Ano. En poco menos de 2 años, el videoclip superó las 56 000 000 de visitas. El 1 de septiembre de 2019, este consiguió superar las 150 000 000 de visitas en YouTube.

«Fue mi primer video musical. «Rock n' Roll» consiguió millones en muy poco tiempo y recuerdo que pensé: “Espera, ¿esto es normal?”. La prensa y las opiniones que recibía me motivaron a poner toda la concentración y la disciplina en el aprendizaje. Tuve mucha suerte de rodearme de gente talentosa y con grandes mentores».
Jason Ano, en una entrevista para ADC.

## Recepción

### Comentarios de la crítica
Jon O'Brien comentó lo siguiente en su reseña para AllMusic: «Lo mostrado en los seis himnos bass-heavy es más que suficiente para sugerir que Estados Unidos ha encontrado a alguien que es capaz de vender el sonido dubstep proveniente del sur de Londres». Robert Christgau comentó lo siguiente sobre el extended play: «Es cierto que le gusta convertir sintetizadores en doom dybbuks, además de contratar ardillas listadas para cantar «I want to kill everybody in the world». [...] Cuando jura que el rock and roll te llevará a las montañas, está siendo sincero».
Andrew Ryce, escritor para Resident Advisor, comentó lo siguiente: «Todo esto sería irrelevante si Skrillex no fuera repentina y formidablemente popular. En la primera semana de su lanzamiento, las ocho pistas del extended play se ubicaron en el top 10 de Beatport. Este es un logro notable para un nombre relativamente desconocido —ser el respaldo de mau5-machine tiene sus beneficios— tanto más considerando que proviene de un nominalmente artista de dubstep. [...] Su agresión unidimensional y su apelación al mínimo común denominador se siente exactamente lo contrario de donde comenzó el género; hay una diferencia entre perversión y evolución. El dubstep está pasando por ambos procesos a la vez, y los resultados no podrían estar más separados. No me sorprende que este EP fuera el número uno en Beatport, ya es divertido y está bien producido, pero esta música hace un flaco favor peligroso si es percibida como representativa del dubstep para una audiencia que nunca antes la había visto». LiquidVelvet, reseñador para Sputnikmusic, comentó lo siguiente: «Hazte un favor: descarga este EP. Incluso si no eres fanático de la música electrónica o el dubstep, este es un lanzamiento realmente especial y no te lo puedes perder».

### Ventas y certificaciones
En el año 2012, el EP consiguió certificación ARIA —Australian Recording Industry Association— oro por 35 000 ventas. El 21 de enero de 2013, Scary Monsters and Nice Sprites consiguió certificación MC —Music Canada— platino por 80 000 ventas. El 11 de junio de 2016, el extended play Scary Monsters and Nice Sprites recibió certificación RIAA platino por superar la cifra de 1 000 000 de ventas.
| País           | Organismo certificador | Certificación | Ventas certificadas | Ref.   |
| -------------- | ---------------------- | ------------- | ------------------- | ------ |
| Australia      | ARIA                   | Oro           | 35 000              | [ 32 ] |
| Canadá         | MC                     | Platino       | 80 000              | [ 33 ] |
| Estados Unidos | RIAA                   | Platino       | 1 000               | [ 34 ] |

### Legado y reconocimientos
Tras 9 años del lanzamiento del extended play, Matthew Meadow comentó lo siguiente para YourEDM: «Scary Monsters and Nice Sprites fue realmente el primer álbum que realmente marcó un cambio en la forma en que la corriente principal veía la música dance. Con la excepción de Daft Punk y The Chemical Brothers, Skrillex fue el primer artista de música dance en el ámbito en ganar un Grammy por su trabajo, y sin duda fue el catalizador para que la Academia de Grabación abriera la categoría a más artistas de EDM».

«Parece que ayer Skrillex irrumpió en la escena de la música dance con Scary Monsters and Nice Sprites, un proyecto que se convirtió en uno de los extended plays más aclamados y revolucionarios que la música dance ha visto en la última década».
Max Chung en una nota para Run The Trap.

Ellie Mullins comentó lo siguiente para We Rave You: «Es casi imposible imaginar la escena de la música electrónica en este momento sin Sonny Moore, conocido como el legendario Skrillex, pero este fue el caso. [...] En lo que nos centramos hoy es en el aniversario de Scary Monsters and Nice Sprites, que acaba de cumplir 9 años. Un verdadero momento decisivo en la escena de la música electrónica, nada volvería a ser lo mismo cuando este extended play icónico salió, de alguien que, en ese momento, no era un artista masivo en absoluto. [...] Nadie podría haber predicho cuán tremendamente popular se volvería este proyecto completamente único y cuánto inspiraría a futuros productores de todos los rincones del mundo. [...] Scary Monsters and Nice Sprites demostró desde el principio que podía mantenerse al día con los pesos pesados y, por lo tanto, se convirtió en un peso pesado. [...] Además de esto, la recepción de la crítica fue a favor de Skrillex y el EP fue conocido como un éxito comercial».

## Premios y nominaciones

### Premios Grammy
En los Premios Grammy de 2012 —ceremonia realizada el 12 de febrero—, Scary Monsters and Nice Sprites fue nominado a mejor álbum de dance/electrónica, mientras que la canción «Scary Monsters and Nice Sprites» fue nominado a mejor grabación dance. En dicho evento, Skrillex ganó en ambas categorías.
| Año  | Nominación                        | Categoría                        | Resultado | Ref.   |
| ---- | --------------------------------- | -------------------------------- | --------- | ------ |
| 2012 | Scary Monsters and Nice Sprites   | Mejor álbum de dance/electrónica | Ganador   | [ 36 ] |
| 2012 | «Scary Monsters and Nice Sprites» | Mejor grabación dance            | Ganador   | [ 36 ] |

## Listado de canciones
- Edición estándar

| Scary Monsters and Nice Sprites |                                                  |                                                                    |                                               |          |  |
| N.º                             | Título                                           | Escritor(es)                                                       | Productor(es)                                 | Duración |  |
| 1.                              | «Rock n' Roll» (Will Take You to the Mountain)   | Sonny Moore                                                        | Skrillex Masterpiece                          | 4:44     |  |
| 2.                              | «Scary Monsters and Nice Sprites»                | Moore Rachael Nedrow [ 37 ]                                        | Skrillex Masterpiece                          | 4:03     |  |
| 3.                              | «Kill EVERYBODY»                                 | Moore                                                              | Skrillex Masterpiece                          | 4:57     |  |
| 4.                              | «All I Ask of You» (con Penny Birdrabbit)        | Moore                                                              | Skrillex Masterpiece                          | 5:40     |  |
| 5.                              | «Scatta» (con Foreign Beggars y Bare Noize)      | Moore Pavan Mukhi Dag Torgersbraten Ebow Enyan Graham James Miller | Skrillex Daniel Brown Oliver Pile Masterpiece | 3:54     |  |
| 6.                              | «With You, Friends» (Long Drive)                 | Moore                                                              | Skrillex Masterpiece                          | 6:29     |  |
| 7.                              | «Scary Monsters and Nice Sprites» (NOISIΛ Remix) | Moore Rachael Nedrow                                               | Skrillex Masterpiece NOISIΛ                   | 3:24     |  |
| 8.                              | «Scary Monsters and Nice Sprites» (Zedd Remix)   | Moore Rachael Nedrow                                               | Skrillex Masterpiece Zedd                     | 5:57     |  |
| 9.                              | «Kill EVERYBODY» (Bare Noize Remix)              | Moore                                                              | Skrillex Masterpiece Bare Noize               | 4:41     |  |

- Deluxe Tour Edition

| Scary Monsters and Nice Sprites |                            |                               |                            |          |  |
| N.º                             | Título                     | Escritor(es)                  | Productor(es)              | Duración |  |
| 10.                             | «WEEKENDS!!!»              | Moore Sara Elizabeth Mitchell | Skrillex Nilesh Patel      | 4:45     |  |
| 11.                             | «WEEKENDS!!!» (Zedd Remix) | Moore Mitchell                | Skrillex Nilesh Patel Zedd | 5:23     |  |

## Posicionamiento en listas
| País           | Lista                   | Posición | Semanas | Ref.   |
| -------------- | ----------------------- | -------- | ------- | ------ |
| Estados Unidos | Dance/Electronic Albums | 3        | 79      | [ 38 ] |
| Reino Unido    | Official Dance Albums   | 5        | 56      | [ 39 ] |
| Bélgica        | Mid-Price Albums        | 8        | 4       | [ 40 ] |
| Estados Unidos | Billboard 200           | 49       | 96      | [ 41 ] |

| Año  | País           | Lista                     | Posición | Ref.   |
| ---- | -------------- | ------------------------- | -------- | ------ |
| 2011 | Estados Unidos | Dance/Electronic Albums   | 6        | [ 42 ] |
| 2012 | Nueva Zelanda  | NZ Official Top 40 Albums | 48       | [ 43 ] |
| 2012 | Australia      | ARIA Top 50 Dance Albums  | 6        | [ 44 ] |
| 2012 | Estados Unidos | Billboard 200             | 87       | [ 45 ] |